# Lee Filters
Ne doit pas être confondu avec le Filtre de Lee, utilisé en traitement d'images pour atténuer le bruit de chatoiement.
 (janvier 2019).
Lee Filters est une entreprise britannique spécialisée dans la production de filtres pour la photographie.